# Aik Mnatszakanian
Aik Mnatszakanian (eredeti örmény nevén: Հայկ Մնացականյան, bolgár nevén cirill átírással: Айк Самвелович Мнацканян) (Szamche-Dzsavaheti, 1995. október 14. –) örmény származású, bolgár kötöttfogású birkózó. A 2018-as birkózó-világbajnokságon a bronzérmet nyert 72 kg-os súlycsoportban, kötöttfogásban.

## Sportpályafutása
A 2018-as birkózó-világbajnokságon a bronzérmet nyert. A mérkőzést 9–0-ra nyerte az algériai Tarek Aziz Benaissza ellen.